# Ceratolimon weygandiorum
Ceratolimon weygandiorum är en triftväxtart som först beskrevs av René Charles Maire och Ernst Wilczek, och fick sitt nu gällande namn av Manuel Benito Crespo och Lledó. Ceratolimon weygandiorum ingår i släktet Ceratolimon och familjen triftväxter. Inga underarter finns listade i Catalogue of Life.